# Julius Shulman
Pour les articles homonymes, voir Shulman.
Julius Shulman, né le 10 octobre 1910 à New York et mort le 15 juillet 2009 à Los Angeles, est un photographe d'architecture américain. Il vivait à Los Angeles et travaillait en Californie/

## Biographie
Il est reconnu internationalement pour son travail en tant que photographe d'architecture. 
Ses images, prises essentiellement en Californie, capturent très souvent les demeures construites par de grands architectes dans leur environnement naturel, montagnes, plantes et océan faisant partie du décor. 
Il a travaillé avec quelques-uns des architectes californiens les plus renommés comme Gregory Ain, John Lautner, Richard Neutra, Pierre Koenig ou Rudolf Schindler. 
Selon le galeriste new-yorkais Craig Krull, « il a fait passer la photographie d'architecture d'un statut commercial à celui d'art ».
Sa célèbre photo « Case Study House 22 », où deux jeunes femmes observent les collines de Hollywood depuis une villa qui semble suspendue, œuvre de l'architecte Pierre Koenig, est l'une des photos les plus reproduites dans les revues et ouvrages d'urbanisme.

## Galerie

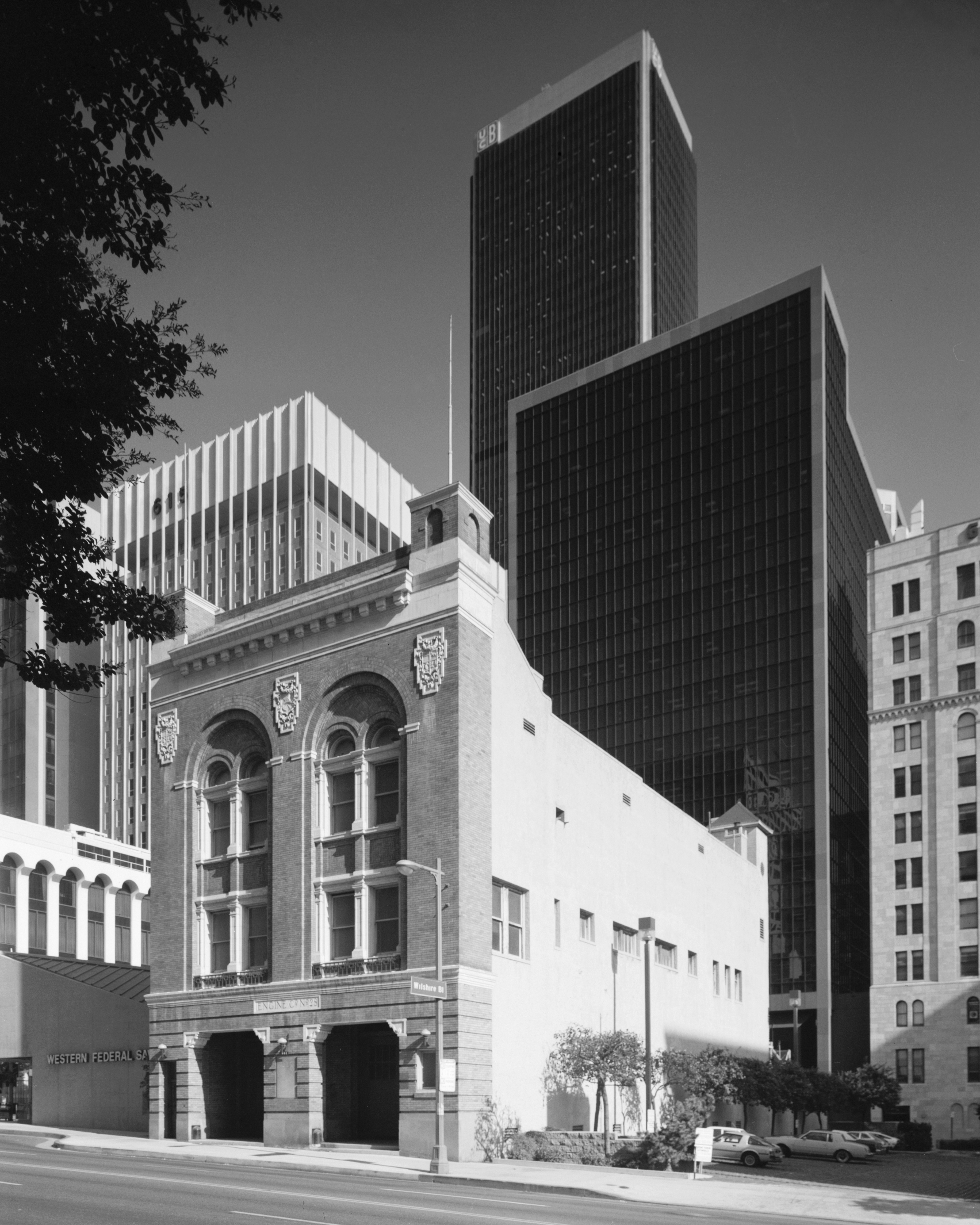
Fire Station No. 28, Los Angeles
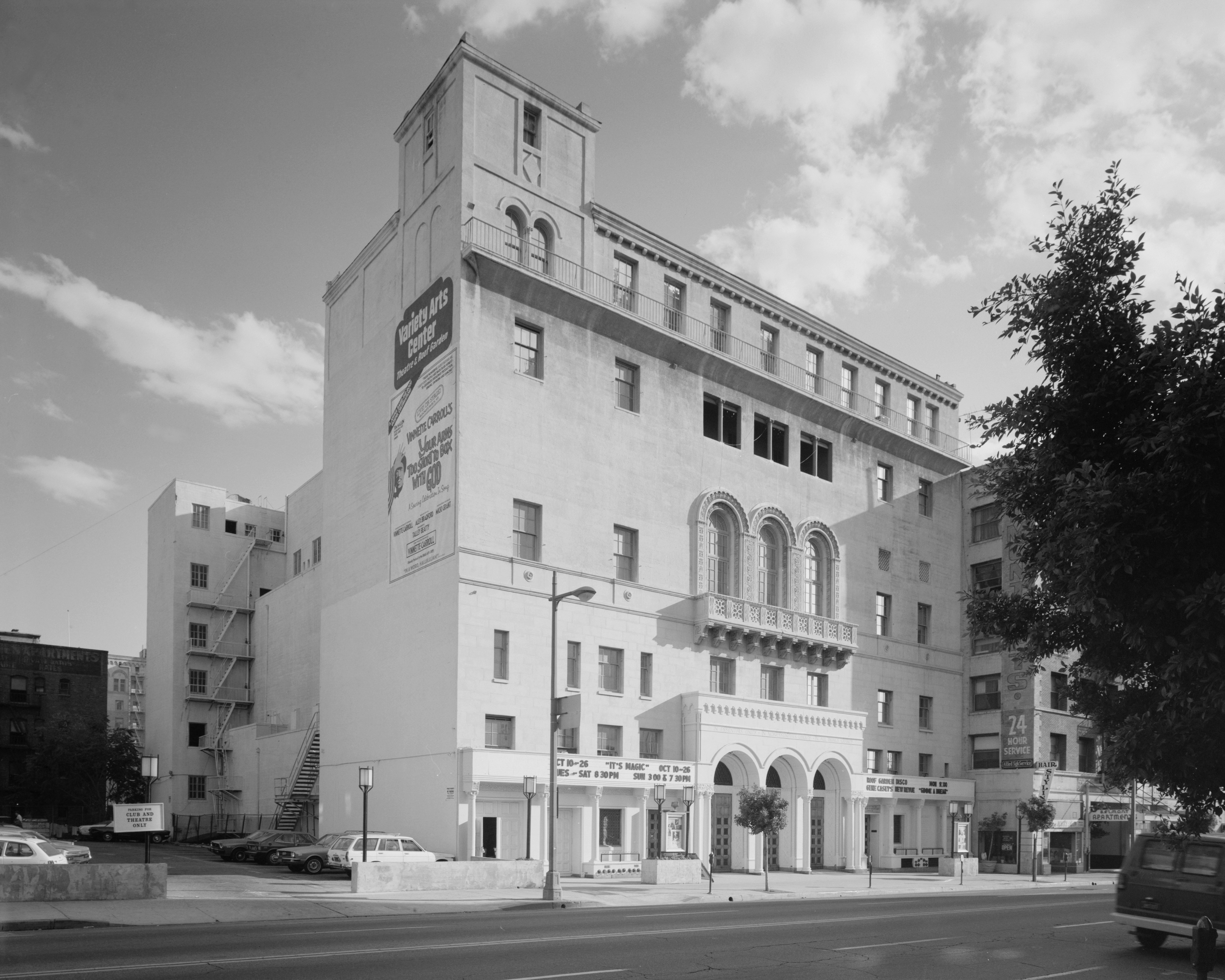
Friday Morning Club, Los Angeles

## Prix et récompenses
- 1999, Prix de la photographie appliquée

## Livres
- Ouvrage rétrospectif : "Modernism Rediscovered", éd. Taschen. Photographies de plus de 400 projets architecturaux.